# Shioni
 (août 2022).
Le shioni est une école traditionnelle des Comores, à caractère religieux et social,.